# Joe Rosenthal
Joe Rosenthal (Washington, 9 de octubre de 1911-Novato, California, 20 de agosto de 2006) fue un fotógrafo estadounidense.

## Periodismo
Rosenthal inició sus trabajos en un periódico de San Francisco en 1930 y en 1932 comenzó en el San Francisco News como reportero y fotógrafo. Trabajó para diversos medios y agencias de noticias. Sus más celebradas aportaciones serían con Associated Press durante la Segunda Guerra Mundial y en el San Francisco Chronicle, donde permaneció por 35 años.

## Alzando la Bandera en Iwo Jima

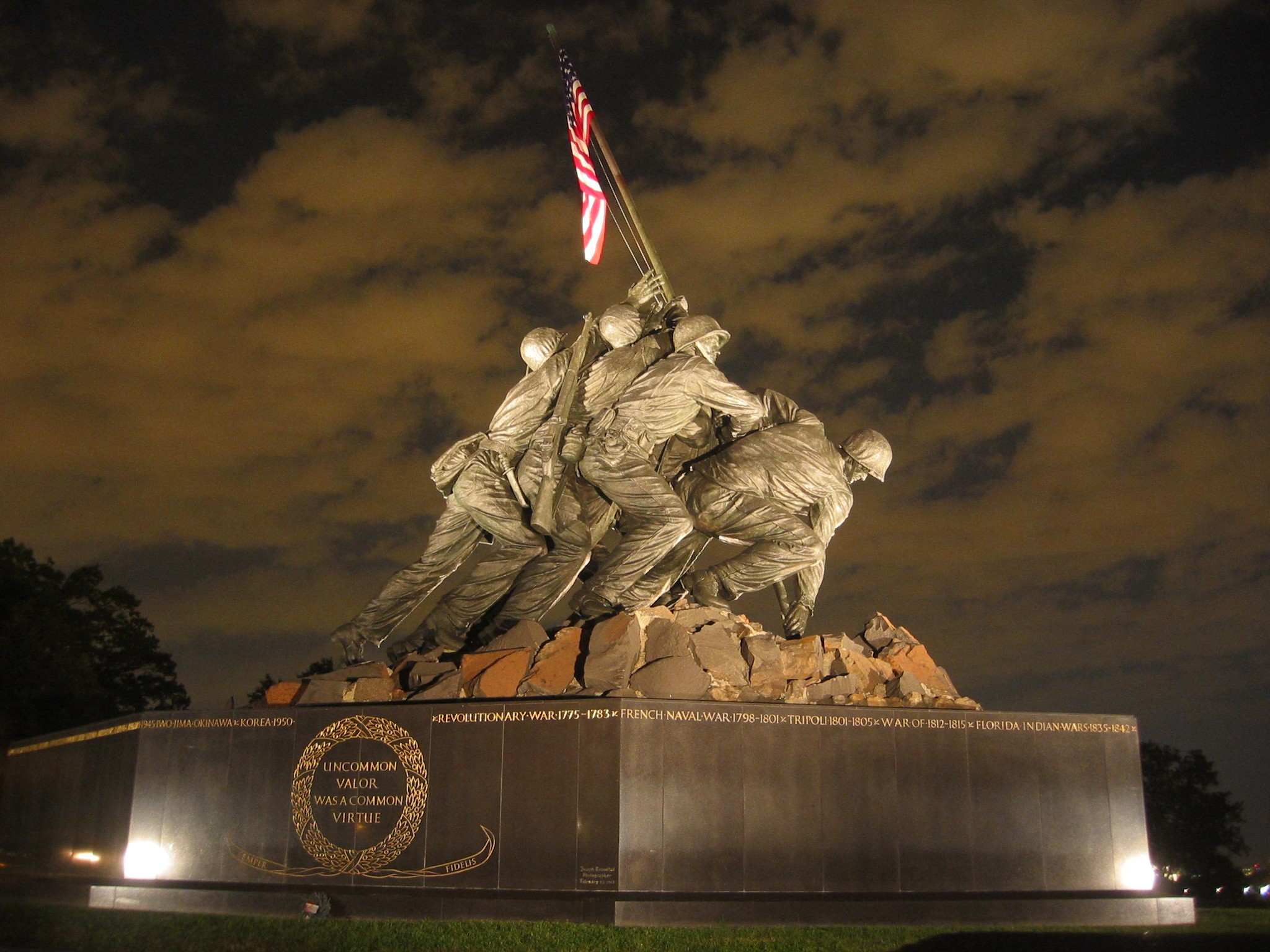
Copia de la escultura elaborada sobre la imagen de Rosenthal, Alzando la Bandera en Iwo Jima, y cuyo original se encuentra en el cementerio de Arlington como monumento a la Infantería de Marina.

Se hizo famoso por haber captado la imagen de seis marines norteamericanos clavando la bandera de Estados Unidos en la cima del Monte Suribachi, en la isla japonesa de Iwo Jima, durante la Segunda Guerra Mundial con una cámara Speed Graphic. 
Con esta foto, ganó el premio Pulitzer. En 1954, la imagen sirvió como modelo para el monumento de bronce dedicado a la Infantería de Marina, en el Condado de Arlington, Virginia, en las cercanías de Washington; ha sido utilizada innumerables veces en publicaciones, estampillas y afiches, por ser la más famosa de aquella guerra. 
La foto fue tomada el 23 de febrero de 1945, cuatro días después de que los infantes de la marina estadounidense desembarcaran en la pequeña isla del Pacífico. 
En 1999, la foto ocupó el lugar 68 entre las mejores 100 fotografías periodísticas del siglo XX, según encuesta realizada por la Universidad de Nueva York.
Existieron rumores acerca de que la foto había sido posada o falseada, situación que Rosenthal desmintió siempre.
Con la foto, Rosenthal no ganó mucho dinero, sólo un bono de 4.200 dólares otorgado por la agencia Associated Press, para la cual trabajaba durante el conflicto, y un premio de 1000 entregado por una publicación. Rosenthal dijo que se conformaba con haber salido vivo de la guerra.

### Noticias
- Noticia del óbito en Clarín, con breve reseña biográfica. Tomada el 22 de agosto de 2006.
- Noticia del óbito en 20 minutos, con breve reseña biográfica. Tomada el 22 de agosto de 2006.
- Noticia del óbito (enlace roto disponible en Internet Archive; véase el historial, la primera versión y la última). en Terra España, con breve reseña biográfica. Tomada el 22 de agosto de 2006.
- (en inglés) Noticia del óbito y reseña biográfica en ABC News. Tomada el 22 de agosto de 2006.

- Datos: Q352870
- Multimedia: Joe Rosenthal (photographer) / Q352870